# Haulerwijk
Haulerwijk (Stellingwerfs: Haulerwiek, Fries: Haulerwyk) is een dorp in de gemeente Ooststellingwerf, in de Nederlandse provincie Friesland. Het ligt tegen de grens aan met de provincie Drenthe en ook vlak bij de provincie Groningen. 
Het dorp telde op 1 januari 2023 3.195 inwoners. Onder het dorp vallen ook de buurtschappen Elleboog, Koudenburg (klein deel) en Rolpaal (grotendeels).
Haulerwijk is een van de voornamelijk Friestalige dorpen in Ooststellingwerf, waar voor de rest oorspronkelijk Stellingwerfs/Nederlands wordt gesproken.

## Geschiedenis
Haulerwijk ontstond in 1756 toen de Haulerwijkstervaart (Haulerwiekster Vaort) gegraven werd vanaf de Mandewijk. De Haulerwijkstervaart maakte deel uit van de veencompagnie de Drachtstercompagnie.
Haulerwijk werd ook wel Boven-Haulerwijk en Haulerwijk-Boven genoemd toen er een tweede kern was ontstaan die Beneden-Haulerwijk en Haulerwijk-Beneden werd genoemd. Deze is in 1954 het zelfstandig dorp Waskemeer geworden. Haulerwijk zelf was in 1880 zelfstandig geworden, daarvoor werd het onder Haule gerekend.

## Natuur
Rondom Haulerwijk is volop natuur aanwezig, vlak achter Haulerwijk richting Oosterwolde is een groot bos genaamd "het Blauwe Bos" gelegen. Daarnaast zijn er in de nabije omgeving van Haulerwijk de Bakkeveense Duinen, een heide- en bosgebied dat onaangeroerd is door de veenontginning in de 19e eeuw, en dat een voorbeeld is van hoe heel zuidoost-Friesland er twee eeuwen geleden uitzag. Vanuit een schaapskooi op de aangrenzende heide van Allardsoog wordt regelmatig de heide door een schaapskudde begraasd. Daarnaast lopen er Exmoorpony's en Schotse hooglanders vrij in het heidegebied rond.
Ook is er een park in Haulerwijk aanwezig waar de tennisbaan gelegen is.

## Sport
Het dorp telt een voetbalvereniging, SV Haulerwijk. Ook heeft het dorp een tennisvereniging en een eigen zwembad met de naam 'Haulewelle'. Hier worden jaarlijks zwemwedstrijden gehouden. Verder staat er in het dorp een fitnesscentrum in combinatie met een gymzaal. Hier wordt gevolleybald, gekorfbald en gevoetbald. Ook is er een skeelerbaan aanwezig waar 's winters (als het voldoende vriest) geschaatst kan worden. Haulerwijk kent haar eigen skeelervereniging De Draai en ijsvereniging Nooitgedagt.

## Voorzieningen
In Haulerwijk is een supermarkt, een benzinestation en een centrale bushalte. Vroeger telde het dorp een groenteboer en een slagerij. In Haulerwijk zijn de twee basisscholen (CBS De Schalmei en OBS It Twaspan) gefuseerd en heet nu basisschool De Laweij. De school zit in multifunctioneel centrum De Samensprong. Ook is in dit gebouw een jeugdhonk van Scala ('t Honk), een bibliotheek en een speel-o-theek te vinden. Haulerwijk kent geen discotheek. Er zijn wel verschillende cafés te vinden.

## Openbaar vervoer
Het busvervoer wordt verzorgd door Qbuzz, met rechtstreekse verbindingen naar de grote plaatsen, waaronder Assen, Groningen, Oosterwolde en Drachten.

## Bijzonderheden
Het dorp heeft een kerkhof met een klokkenstoel. Het beheer van de begraafplaats is in handen van Stichting Beheer Begraafplaats Eikenhof.
In het dorp bevinden zich vijf kerkgenootschappen.

## Geboren in Haulerwijk
- Willem Hut (1983), Nederlandse marathonschaatser
- Manon Kamminga (1992), Nederlandse langebaanschaatsster en marathonschaatsster en skeelerkampioen
- Ymkje Clevering (1995), Nederlandse roeister
- Wiebo Ludwig (1941), predikant van zijn eigen gemeente in Alberta, Canada. Gas- en olieactivist